# Senusret I
Senusret I, hay Sesostris I, là vị pharaon thứ nhì của Vương triều thứ 12 của Ai Cập. Ông trị vì từ năm 1971 TCN đến năm 1962 TCN, và là một trong những pharaon quyền lực nhất của vương triều này. Ông là con của Amenemhat I với Neferitatenen. Người vợ và cũng là em gái ông tên là Neferu. Bà cũng là mẹ của người kế vị, Amenemhat II.
Ông đã kế tục chính sách bành trướng nhằm vào Nubia của cha mình việc tiến hành hai cuộc viễn chinh vào vùng đất này vào năm thứ 10 và năm thứ 18 dưới vương triều ông và đã thiết lập biên giới phía nam của Ai Cập tới tận thác nước thứ hai nơi ông đã đặt một đội quân đồn trú và một bia đá chiến thắng. Ông cũng đã tổ chức cuộc chinh phạt các ốc đảo sa mạc phía Tây trong sa mạc Libya. Senusret I còn thiết lập mối quan hệ ngoại giao với một số vị vua của các thành thị ở Syria và Canaan. Ông cũng cố gắng tập trung quyền lực vào chính quyền trung ương bằng các ủng hộ những nomarch trung thành với ông. Kim tự tháp của ông được xây ở el-Lisht. Senusret I còn được kể trong câu truyện của Sinuhe kể về việc ông đã vội vã quay trở về cung điện hoàng gia ở Memphis khi đang tiến hành chiến dịch quân sự ở châu Á sau khi nghe tin về vụ ám sát vua cha Amenemhat I.

## Công trình xây dựng
Senusret I đã ra lệnh tiến hành các cuộc khai phá các mỏ đá ở Sinai và Wadi Hammamat và cho xây dựng nhiều miếu thờ và đền thờ khắp Ai Cập và Nubia trong suốt vương triều lâu dài của mình. Ông đã xây dựng lại ngôi đền quan trọng của Re-Atum ở Heliopolis vốn là trung tâm của sự thờ cúng mặt trời. Ông còn cho dựng lên 2 cột tháp tưởng niệm bằng đá granite đỏ để kỷ niệm lễ hội Dt Sed Jubilee vào Năm 30 của mình. Một trong hai cột tháp tưởng niệm này vẫn còn tồn tại và là tháp tưởng niệm lâu đời nhất ở Ai Cập. Nó hiện đang ở Al-Masalla, khu vực của quận Al-Matariyyah gần quận Ain Shams (Heliopolis). Nó có chiều cao 67 feet và nặng 120 tấn.
Senusret I còn được chứng thực là người xây dựng một số đền thờ quan trọng ở Ai Cập cổ đại, bao gồm đền thờ của Min tại Koptos, đền Satet trên Elephantine, ngôi đền Month ở Armant và ngôi đền Moth ở El-Tod, nơi một dòng chữ khắc dài của nhà vua vẫn còn tồn tại.

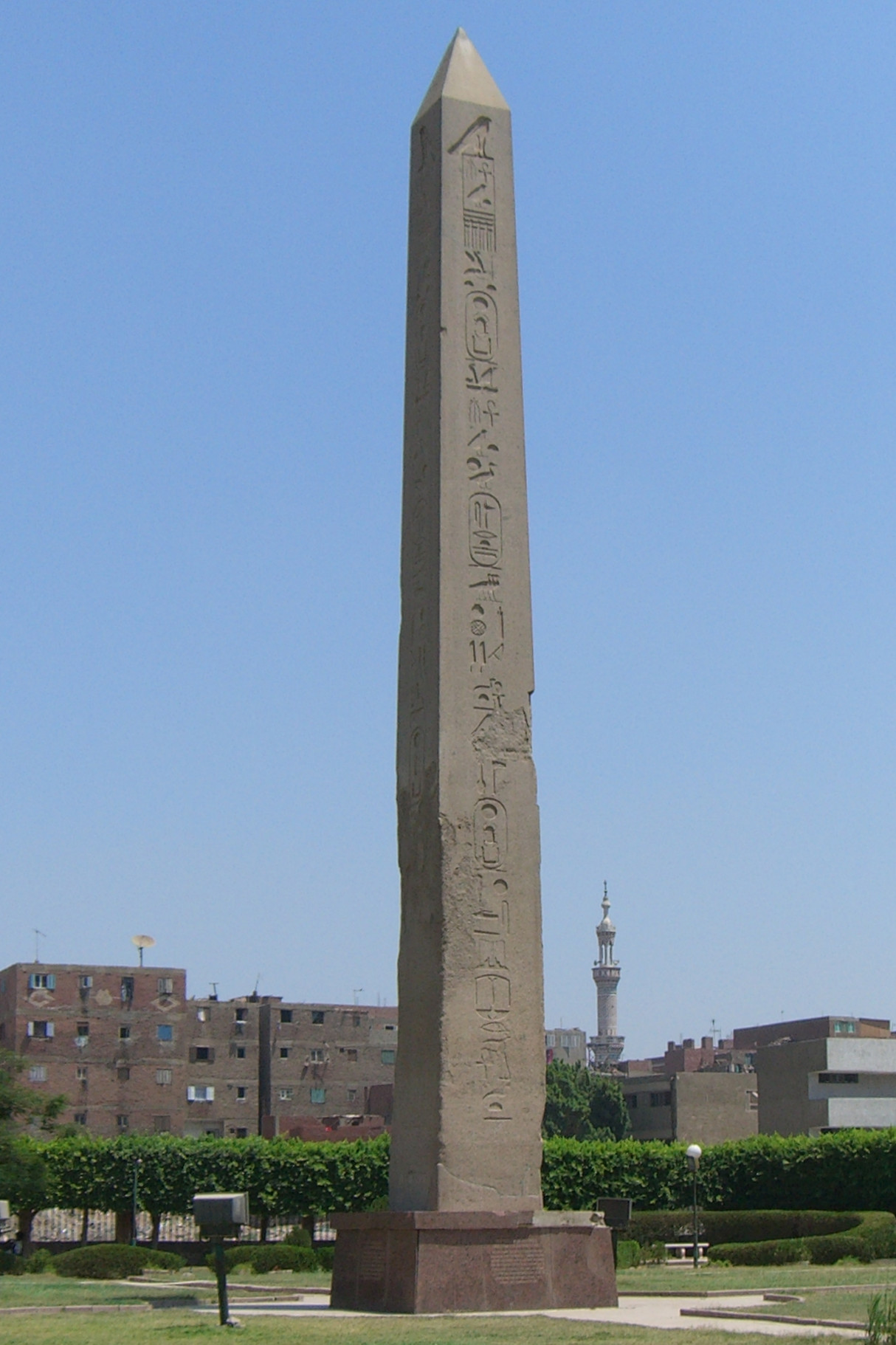
Tượng đài Heliopolis (Senusret I)
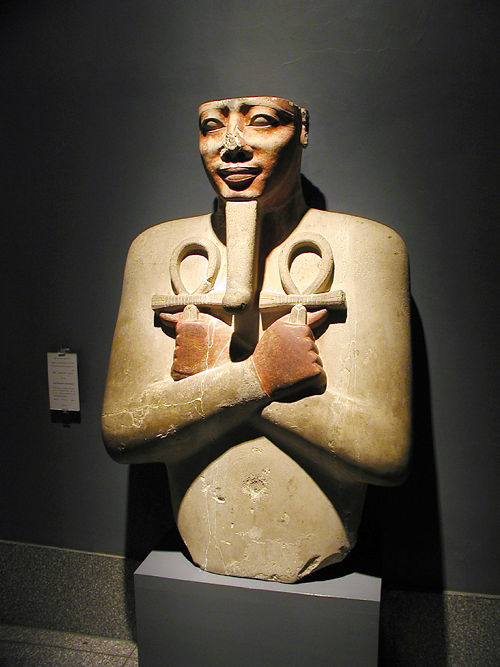
Tượng của Osiris (Senusret I)
Viên đá với Cartouche của Senusret I

Một ngôi nhà nguyện (được gọi là nhà nguyện trắng hoặc nhà nguyện Kỷ niệm) vẫn còn trong tình trạng tốt, với những bức phù điêu của Senusret I vẫn còn hoàn hảo, được xây dựng tại Karnak nhân lễ kỷ niệm Năm 30 của ông. Nó sau đó đã được phục dựng thành công từ những khối đá khác nhau được Henri Chevrier phát hiện vào năm 1926. Cuối cùng, Senusret đã cho tái tu sửa lại đền thờ của Khenti-Amentiu Osiris tại Abydos, và là trong số các dự án xây dựng lớn khác của ông.

## Triều đình hoàng gia
Một số thành viên quan trọng thuộc triều đình của Senusret I đã được biết đến. Viên tể tướng vào đầu vương triều của ông là Intefiqer, ông này được biết đến từ nhiều dòng chữ khắc và từ ngôi mộ của ông ta nằm bên cạnh kim tự tháp của Amenemhat I. Ông ta dường như đã giữ chức vụ này trong suốt một thời gian dài và đã kế tục bởi một tể tướng có tên là Senusret. Hai vị quan phụ trách quốc khố được biết đến vào thời trị vì của nhà vua là: Sobekhotep (năm 22) và Mentuhotep. Vị quan thứ hai đã có một ngôi mộ rất lớn nằm ngay bên cạnh kim tự tháp của vua và ông ta dường như là vị kiến trúc sư chính của đền thờ Amun ở Karnak. Một số Đại thần khác cũng được chứng thực. Một vị quan tên là Hor được biết đến từ nhiều bia đá và từ một dòng chữ ở Wadi el-Hudi, tại nơi này ông ta chắc chắn đã lãnh đạo của một đoàn thám hiểm tìm kiếm thạch anh tím. Một trong những tấm bia có niên đại vào năm thứ 9 của nhà vua. Một vị quan khác tên là Nakhr cũng đã được chứng thực vào năm 12 của nhà vua. Ông này có một ngôi mộ tại el-Lisht. Một vị Antef nào đó, con trai của một người phụ nữ được gọi là Zatamun, cũng còn được biết từ một số tấm bia đá, một trong số đó có niên đại vào năm 24 một cái khác có niên đại vào năm 25 của Senusret I. Một Antef khác là con trai một người phụ nữ tên là Zatuser và cũng là một Đại thần khác dưới vương triều của nhà vua.

## Kế vị
Senusret đã cùng đồng nhiếp chính với vua Amenemhat I, từ năm thứ 20 dưới triều đại của cha mình. Vào những năm tháng cuối đời mình, ông đã tấn phong con trai của mình, Amenemhat II làm đồng nhiếp chính với ông. Tấm bia đá của Wepwawetō có niên đại vào giai đoạn từ năm thứ 44 của Senusret tới năm thứ hai của Amenemhet, cho ta thấy được rằng ông đã tấn phong cho con trai của mình vào một thời điểm nào đó trong năm thứ 43. Senusret được cho là qua đời vào năm thứ 46 bởi vì Danh sách Vua Turin đã ghi lại rằng ông có một vương triều kéo dài 45 năm.